# Promachus knutsoni
Promachus knutsoni là một loài ruồi trong họ Asilidae. Promachus knutsoni được Joseph & Parui miêu tả năm 1997. Loài này phân bố ở miền Ấn Độ - Mã Lai.